# Jan Popken
Jan Popken (Smilde, 14 december 1905 − Amsterdam, 6 augustus 1970) was een Nederlands wiskundige die zich bezighield met getaltheorie.

## Leven en werk
Popken werd als landbouwerszoon geboren in het Drentse Hijkersmilde (een buurtschap die nu onder de gemeente Smilde valt). Hij studeerde wis- en natuurkunde aan de Rijksuniversiteit Groningen. Na zijn afstuderen was hij leraar in Den Haag, Veendam en Ter Apel. Hij promoveerde in Groningen in 1935 bij J.G. van der Corput op het proefschrift met de titel Über arithmetische Eigenschaften analytischer Funktionen (Over rekenkundige eigenschappen van analytische functies). In 1937 gaf hij zijn openbare les in Groningen, getiteld Over het rekenkundig karakter van getallen; hij was daar tot 1940 privaatdocent. Van 1940 tot 1942 bekleedde hij diezelfde functie bij de Universiteit Leiden. In 1947 werd hij benoemd als hoogleraar aan de Universiteit Utrecht (zijn inaugurele rede was getiteld De jeugdperikelen van het getal) en vanaf 1955 was hij in dezelfde functie werkzaam aan de Universiteit van Amsterdam.
Hij hield zich onder andere bezig met de theorie van de transcendente getallen. Zo gaf hij vlak voor zijn doctoraal examen, in 1929, een transcendentiemaat voor de getallen e (getal van Euler) en π.
Nadat Popken samen met Jurjen Koksma twee semesters aan de universiteit van Göttingen had doorgebracht bij de getaltheoreticus Edmund Landau, publiceerde hij in 1932, ook samen met Koksma, een artikel over de transcendentiemaat van {\displaystyle {{e}^{\pi }}}. Daarna werkte hij in zijn geboorteplaats aan zijn proefschrift.
Dat Popken ook belangstelling had voor de geschiedenis van de wiskunde bleek niet alleen uit zijn Utrechtse oratie, en uit enkele historische signalen in enkele van zijn artikelen, maar ook uit een aan de Universiteit van Californië (Berkeley, USA) gegeven college.
In 1954 werd hij toegelaten als lid van de Koninklijke Nederlandse Akademie van Wetenschappen (KNAW).
Na een ziekbed van twee jaar overleed hij op 6 augustus 1970. Hij is begraven op begraafplaats Zorgvlied in Amsterdam.

## Promovendi
Tot Popkens promovendi behoorden onder anderen de latere hoogleraren Henk Jager (UvA), Gerrit Lekkerkerker (UvA), Henk Meijer (TU Delft), Herman van Rossum (UvA), Rob Tijdeman (Universiteit Leiden) en Abraham van der Sluis (UU).